# Armando Mango
Armando Mango (Lagonegro, 17 dicembre 1952) è un musicista, compositore, paroliere e produttore musicale italiano.

## Biografia
Fratello maggiore del cantautore Pino Mango, ha iniziato collaborando con lui, occupandosi della stesura di testi, musica e, occasionalmente, cori in tutti i suoi album, da La mia ragazza è un gran caldo del 1976 fino a Disincanto del 2002.
Successivamente, ha gradualmente diradato la collaborazione con il fratello, producendo e occupandosi di molti altri progetti come l'album Per esempio… per amore di Mietta del 2003, scrivendo tutti i brani del disco. Ha collaborato negli anni anche con artiste come Loredana Bertè, Mia Martini, Patty Pravo, Loretta Goggi e con compositori e parolieri come Stefano Borzi, Alberto Salerno e Pasquale Panella.
Negli anni 1980 ha avuto una breve parentesi come cantante. Nel 1986 ha militato nei "Dum Dum Pop", con Rocco Petruzzi alle tastiere, Nello Giudice al basso e Geremia Tierno alla batteria. Il progetto, di breve vita, ha pubblicato un singolo, Il sole nascerà/All day all night, portato al Festivalbar nello stesso anno. Nel 1987 presta la voce nei "Kono", accompagnato da Petruzzi alle tastiere e Graziano Accinni alla chitarra, con cui incide il singolo Nell'intimo, presentato a Un disco per l'estate. Nello stesso anno ha composto con Alberto Salerno La notte, sigla dello show televisivo Canzonissime, cantato dalla Goggi, a cui è affidata anche la conduzione del programma. Il brano è contenuto nell'album C'è poesia due della Goggi.
Nel dicembre 2014, accusa un malore in seguito alla perdita dei fratelli Pino, dopo un infarto durante un concerto, e Giovanni, sentitosi male a causa della morte del fratello. Anche il quarto fratello, Michele, si sente male a causa dei decessi dei due fratelli; ricoverati entrambi vengono successivamente dimessi.
È direttore del "Festival delle Arti" di Lagonegro, evento culturale che ospita artisti locali e nazionali.

## Le principali canzoni scritte da Armando Mango
| Anno | Titolo                         | Autori del testo                                 | Autori della musica                   | Interpreti          |
| ---- | ------------------------------ | ------------------------------------------------ | ------------------------------------- | ------------------- |
| 1976 | La mia ragazza è un gran caldo | Armando Mango                                    | Armando Mango                         | Mango               |
| 1976 | Se mi sfiori                   | Armando Mango                                    | Mango e Silvano D'Auria               | Mia Martini / Mango |
| 1976 | Per te che mi apri l'universo  | Armando Mango                                    | Mango e Silvano D'Auria               | Patty Pravo         |
| 1976 | La mia stagione in più         | Armando Mango                                    | Piero Darini                          | Patty Pravo         |
| 1977 | Fili d'aria                    | Armando Mango                                    | Armando Mango e Silvano D'Auria       | Mango               |
| 1978 | Sentirti                       | Armando Mango                                    | Mango e Silvano D'Auria               | Patty Pravo         |
| 1979 | Arlecchino                     | Armando Mango                                    | Mango                                 | Mango               |
| 1982 | È pericoloso sporgersi         | Armando Mango                                    | Armando Mango                         | Mango               |
| 1986 | Re                             | Armando Mango                                    | Armando Mango                         | Loredana Bertè      |
| 1986 | Fotografando                   | Armando Mango e Alberto Salerno                  | Mango                                 | Loredana Bertè      |
| 1987 | Attimi                         | Armando Mango e Alberto Salerno                  | Mango                                 | Mango               |
| 1987 | Dal cuore in poi               | Armando Mango e Alberto Salerno                  | Mango                                 | Mango               |
| 1987 | La notte                       | Alberto Salerno                                  | Armando Mango                         | Loretta Goggi       |
| 1987 | Stella del Nord                | Alberto Salerno                                  | Armando Mango                         | Mango               |
| 1988 | Non è segreto                  | Armando Mango                                    | Armando Mango                         | Andrea Mirò         |
| 1988 | Inseguendo l'aquila            | Alberto Salerno                                  | Armando Mango e Mango                 | Mango               |
| 1988 | Le bugie degli angeli          | Armando Mango                                    | Armando Mango                         | Mango               |
| 1988 | Ferro e fuoco                  | Armando Mango e Alberto Salerno                  | Armando Mango e Mango                 | Mango               |
| 1988 | Immersione in te               | Armando Mango e Alberto Salerno                  | Armando Mango e Mango                 | Mango               |
| 1988 | Seduto all'ombra… fu così      | Armando Mango                                    | Armando Mango                         | Mango               |
| 1990 | Tu… sì                         | Armando Mango                                    | Mango                                 | Mango               |
| 1990 | Terra bianca                   | Armando Mango                                    | Mango                                 | Mango               |
| 1992 | Intime distanze                | Armando Mango                                    | Mango                                 | Mango               |
| 1995 | Dove vai                       | Armando Mango, Pasquale Panella e Saverio Grandi | Armando Mango                         | Mango               |
| 1997 | Credo                          | Armando Mango                                    | Mango                                 | Mango               |
| 1997 | Primavera                      | Armando Mango                                    | Mango                                 | Mango               |
| 1998 | Luce                           | Alberto Salerno                                  | Armando Mango, Mango e Rocco Petruzzi | Mango e Zenima      |
| 1999 | Amore per te                   | Armando Mango e Pasquale Panella                 | Armando Mango e Mango                 | Mango               |
| 2000 | Fare l'amore                   | Pasquale Panella                                 | Armando Mango e Mango                 | Mietta              |
| 2002 | Ho consumato la notte          | Armando Mango                                    | Mango                                 | Mango               |
| 2002 | Un amore non torna             | Armando Mango                                    | Mango                                 | Mango               |
| 2002 | E mi consumo                   | Armando Mango                                    | Mango                                 | Mango               |
| 2003 | Per esempio… per amore         | Armando Mango                                    | Armando Mango                         | Mietta              |
| 2003 | Abbracciati e vivi             | Armando Mango                                    | Armando Mango                         | Mietta              |
| 2003 | Shisa                          | Armando Mango                                    | Armando Mango e Stefano Borzi         | Mietta              |
| 2003 | La febbre nel cuore            | Armando Mango                                    | Armando Mango e Stefano Borzi         | Mietta              |
| 2003 | Una tazzina di the             | Armando Mango                                    | Armando Mango e Stefano Borzi         | Mietta              |
| 2003 | Vai go                         | Armando Mango                                    | Armando Mango e Stefano Borzi         | Mietta              |
| 2003 | Staccati                       | Armando Mango                                    | Armando Mango e Stefano Borzi         | Mietta              |